# Gerald Roth
Gerald Roth (* 23. November 1954 in Grötzingen) ist ein deutscher Jurist. Er war von 2005 bis 2015 Richter am Bundesgerichtshof.

## Leben und Wirken
Roth trat nach dem Abschluss seiner juristischen Ausbildung 1987 in den Justizdienst des Landes Schleswig-Holstein ein und war zunächst beim Landgericht Kiel sowie den Amtsgerichten Bad Oldesloe, Bad Segeberg, Norderstedt, Eckernförde und Neumünster tätig. 1992 wurde er zum Richter am Amtsgericht Kiel ernannt. Es folgte von September 1992 bis Mai 1995 eine Abordnung als wissenschaftlicher Mitarbeiter an den Bundesgerichtshof, anschließend bis Ende 1998 an das Bundesverfassungsgericht. Während der Abordnung wurde er 1995 zum Richter am Schleswig-Holsteinischen Oberlandesgericht ernannt. Roth ist promoviert.
Nach der Ernennung zum Richter am Bundesgerichtshof im Juli 2005 wies das Präsidium Roth dem vornehmlich für die Rechtsstreitigkeiten aus den Gebieten des Grundstücksrechts, des Wohnungseigentumsrechts und des Nachbarrechts zuständigen V. Zivilsenat zu. Roth trat am 31. August 2015 in den Ruhestand.